# Malacophagula neotropica
Malacophagula neotropica är en tvåvingeart som beskrevs av Joseph Charles Bequaert 1925. Malacophagula neotropica ingår i släktet Malacophagula och familjen köttflugor. Inga underarter finns listade i Catalogue of Life.